# یواس‌اس مدیسون (۱۸۱۲)
یواس‌اس مدیسون (۱۸۱۲) (به انگلیسی: USS Madison (1812)) یک کشتی بود که طول آن ۱۱۲ فوت ۰ اینچ (۳۴٫۱۴ متر) بود. این کشتی در سال ۱۸۱۲ ساخته شد.